# Challenger de Campinas 2012
El Tetra Pak Tennis Cup 2012 es un torneo profesional de tenis. Pertenece al ATP Challenger Series 2012. Se juega su 2.ª edición sobre superficie de tierra batida, en Campinas, Brasil entre el 17 y el 23 de septiembre.

## Cabezas de serie

### Individuales
| Tenista                | Ranking | No. |
| Alex Bogomolov Jr.     | 90      | 1   |
| Rogério Dutra da Silva | 115     | 2   |
| Wayne Odesnik          | 135     | 3   |
| Thiago Alves           | 140     | 4   |
| Eduardo Schwank        | 144     | 5   |
| Guido Pella            | 148     | 6   |
| Martín Alund           | 149     | 7   |
| Gastão Elias           | 154     | 8   |

- Se toma en cuenta el ranking ATP del día 10 de seteimbre de 2012.

### Invitados
Los siguientes jugadores ingresan al cuadro principal invitados por la organización.
- Enrique Bogo
- Raúl Francisquiny
- Thiago Monteiro
- João Pedro Sorgi

### Clasificados
Los siguientes jugadores entran al cuadro principal tras disputar el cuadro clasificatorio.
- Andrea Collarini
- Tiago Lopes
- Andrés Molteni
- Ricardo Siggia

## Campeones

### Individual Masculino
- Guido Pella derrotó en la final a  Leonardo Kirche por 6-4, 6-0.

### Dobles Masculino
- Marcelo Demoliner  / João Souza derrotaron en la final a ' Marcel Felder /  Máximo González por 6-1, 7-5.